# Soupe au fromage
La soupe au fromage est un mets traditionnel et paysan du sud du Massif central. Connue aussi sous le nom de soupe des lendemains de fête, elle était apportée aux jeunes mariés, dans leur chambre, le soir de leurs noces.
Le fromage utilisé pour sa confection reste toujours un sujet de polémique entre partisans du laguiole ou du cantal. Célébrée par Alphonse Daudet, dans ses Contes du lundi, cette soupe fait partie, depuis quelques décennies, de toutes les réunions festives locales (concours, bal, fête votive, etc.), et chaque année, la meilleure est distinguée lors d'un championnat du monde.

## Histoire et traditions
Cette soupe, qui fait partie des plats consistants de l'hiver, ne doit pas être confondue avec la soupe à l'oignon que l'on trouve au menu de nombreux restaurants.
Faite à l'ancienne, elle devait miger au coin du feu toute la journée, dans un cantou, et elle nourrissait une famille de paysans après une journée de labeur. Traditionnellement, elle se servait souvent au petit matin des lendemains de fêtes. Actuellement, elle se consomme toujours les lendemains de fête, les jours où il fait très froid, lors d'un mariage, au petit matin, quand les mariés sont allés se coucher. Une coutume du Rouergue veut qu'elle soit apportée aux nouveaux mariés, dans leur chambre. Elle est alors servie dans un pot de chambre réservé à cet effet et qui possède un œil peint au fond.
Depuis une décennie, on assiste à un renouveau de la soupe au fromage et de la convivialité qu'elle implique. Il est devenu courant de la proposer lors de réunions associatives, des concours (pétanque, belote), des bals, d'une fête votive et on ne manque pas de rappeler qu'à partir du mois de novembre, elle se déguste avec le vin nouveau,,,,.
De plus, depuis 2008, la commune de Viane organise chaque année, au début du printemps, le championnat du monde de la soupe au fromage.

## Cantal ou Laguiole
Si, dans cette soupe, tout le monde est d'accord pour proclamer que les oignons sont incontournables, il n'a jamais été tranché sur l'origine du fromage à utiliser, soit du laguiole, soit du cantal. Certains ne jurent que par le laguiole, pour d'autres, il est impensable d'utiliser un autre fromage que le cantal. Rares sont ceux qui, délaissant l'esprit de clocher, incitent à utiliser du gruyère râpé dans lequel aura été mélangé du laguiole ou du cantal. 

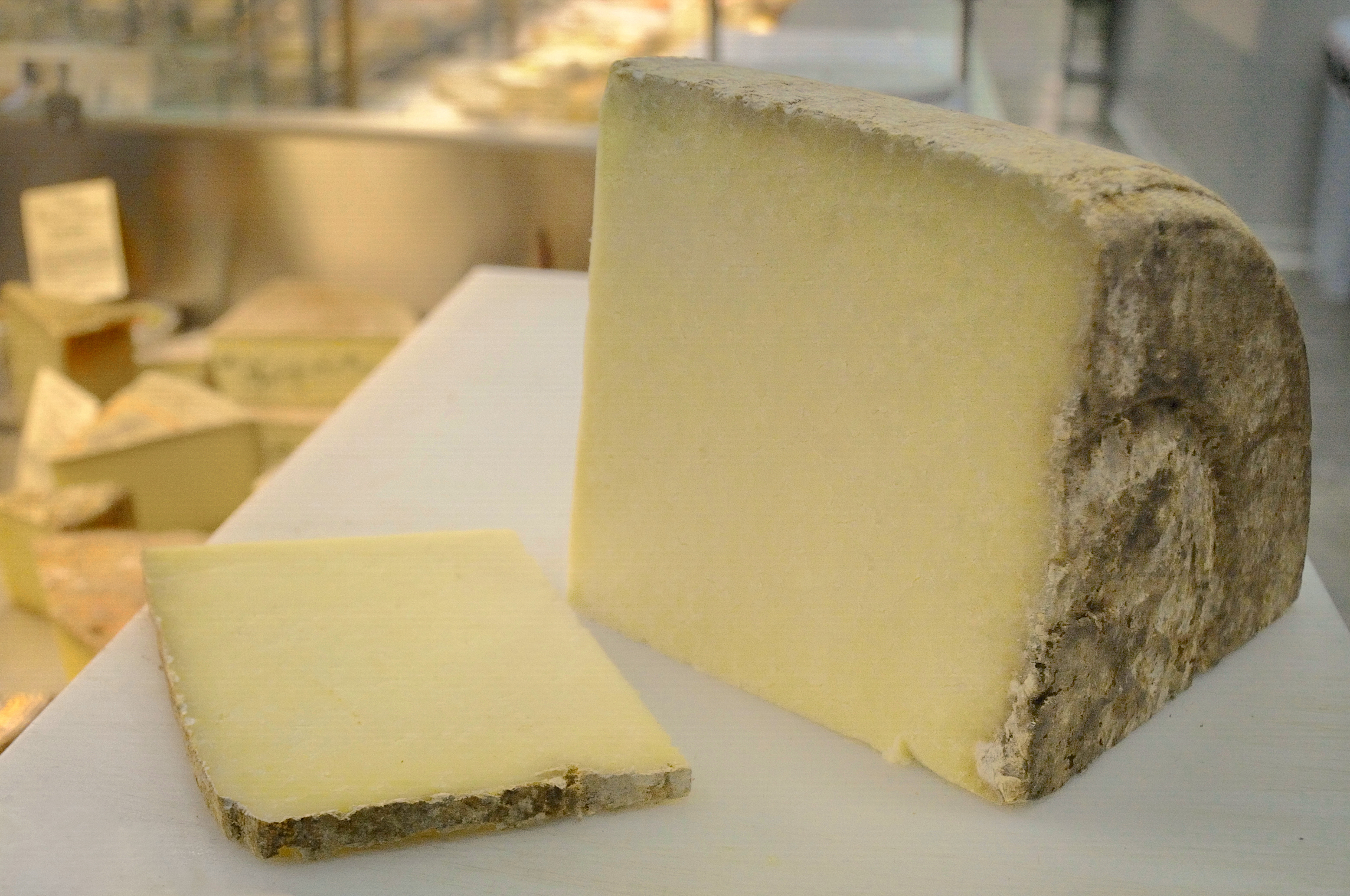
Laguiole.
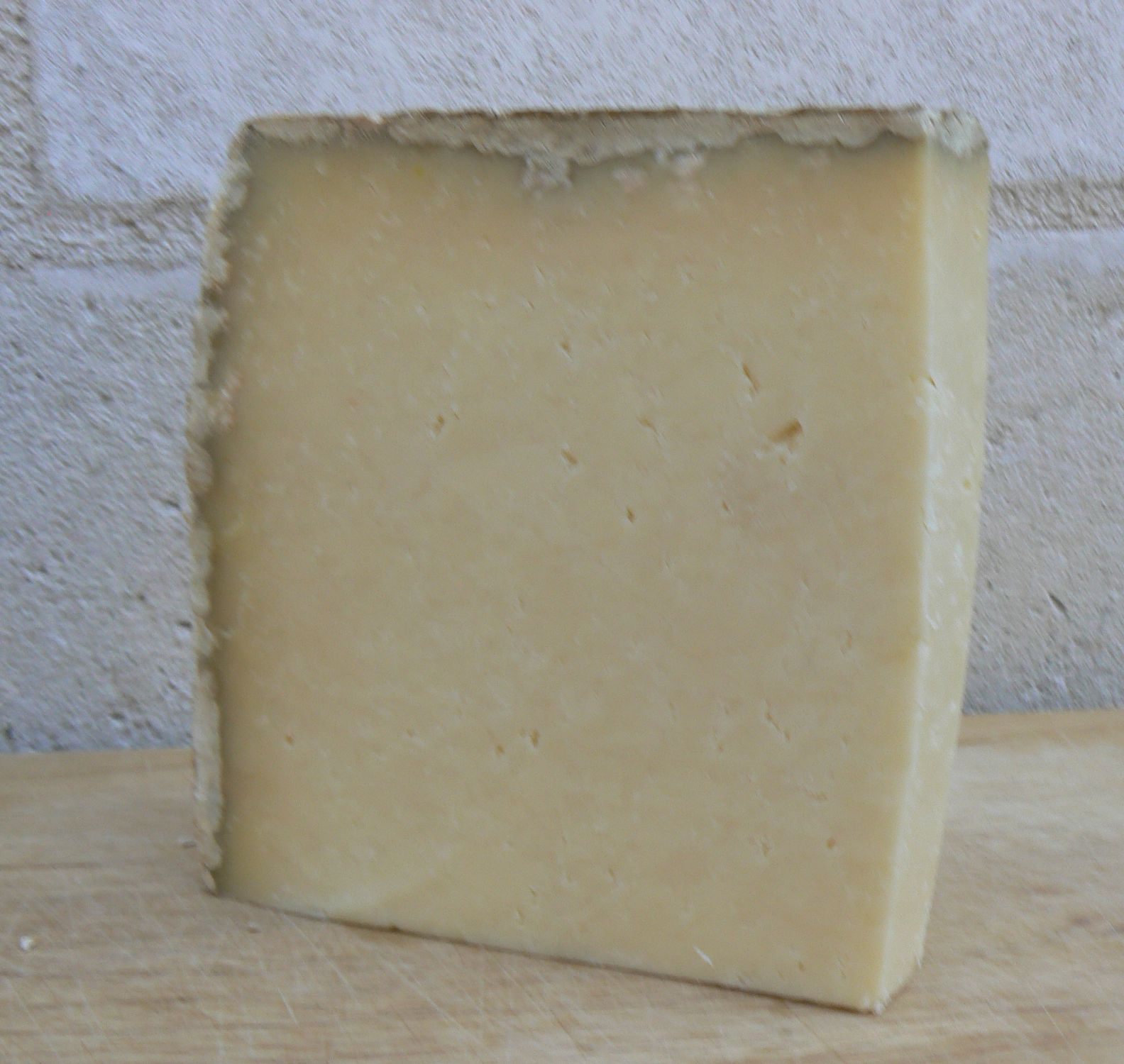
Cantal.

## Ingrédients
Il faut des oignons, du fromage râpé, du pain de campagne rassis, ou des tranches de pain dur, du vin blanc sec, du beurre, de la farine, du bouillon de pot-au-feu, puis du sel et du poivre,,. Peuvent y être ajoutées, de manière facultative, des gousses d'ail, des feuilles de chou, ou une tomate.

## Réalisation
Après avoir fait revenir au beurre les oignons émincés, les gousses d'ail et le chou découpé en lanières, il faut saupoudrer de farine et ajouter une tomate coupée en morceaux, mélanger et mouiller avec le vin blanc, puis mettre le bouillon, poivrer et saler. On laisse cuire à couvert,,.
Dans une soupière ou un grand plat allant au four, on répartit d'abord des trempes de pain, puis on dispose en alternance du fromage râpé ou en lamelles, des couches de pain et quelques feuilles de chou. L'opération se poursuit jusqu'à ce que le plat soit rempli. On verse le bouillon ; si on l'a mixé avec les oignons, on obtiendra une soupe plus épaisse. Le haut de la soupe se finit en recouvrant de fromage râpé. On met au four et laisse gratiner. Certains préfèrent ne pas gratiner et remuer avant de servir,,,.

## Soupe au fromage en littérature
Alphonse Daudet a consacré un chapitre des Contes du lundi à « La soupe au fromage ». Chaque paragraphe est scandé par un gourmand « Oh ! la bonne odeur de soupe au fromage ! », et le chapitre se conclut sur « un bon sourire d'attendrissement, comme s'il voyait déjà les jolis fils blancs qui s'allongent au bout de la cuillère, quand la soupe au fromage est cuite à point, bien mijotée et servie chaude ». 